# Atheist Alliance International

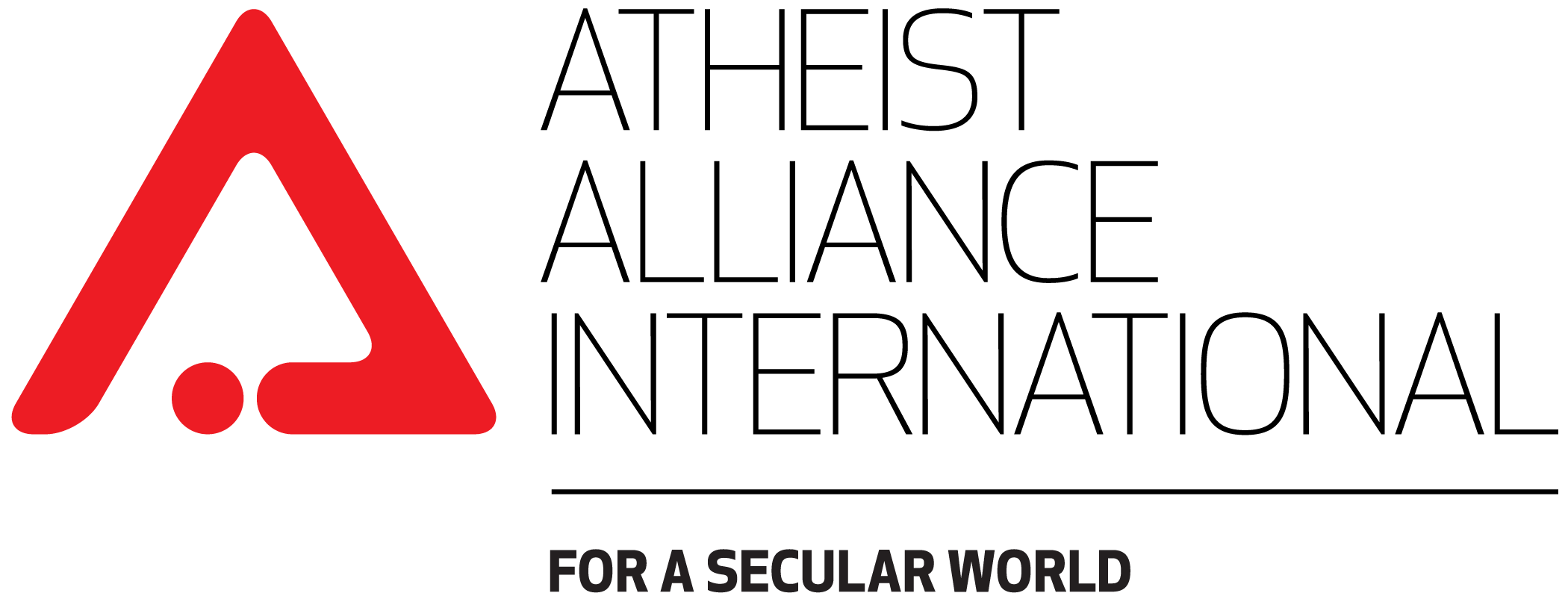
AAI Logo

Die Atheist Alliance International (AAI) ist ein Bündnis von derzeit 58 autonomen atheistischen Organisationen, 46 davon in den USA. Sie wurde gegründet, um gemeinsam den Einfluss in allen Ländern der Welt zu erhöhen und um die Kooperation für gemeinsame Ziele anzuregen. Präsident ist Stuart Bechman.
Anfangs konzentrierte sie sich lediglich auf die USA, hat aber inzwischen ihr Aufgabengebiet auf die internationale Ebene erweitert. Das Wirken der Allianz begann, als sich vier atheistische Gruppen 1991 zum ersten Mal in Los Angeles trafen und sich zusammentaten. Sie beschlossen, dass sie die problematische Situation der Atheisten in den USA von Grund auf bekämpfen wollten, indem sie diese Vereinigung gründeten.
Mit Absicht wurde das Bündnis so gestaltet, dass alle Mitglieder denselben Einfluss auf Zielsetzung, Programm, Grundsatzentscheidungen und die Durchführung der Arbeit der Koalition haben. So hat jede Mitgliedsgruppe eine Stimme, obwohl die ursprünglichen vier nun schon auf beinahe sechzig (2009) angewachsen sind.
Sie wird von Freiwilligen betrieben und auch von ihnen unterstützt. Alle Mitglieder arbeiten ehrenamtlich.
Die AAI besitzt den Status als „besonderer Berater“ bei den Vereinten Nationen.

## Tätigkeiten
Eines der Hauptziele der AAI ist es, weitere Gruppen zu gründen und die schon bestehenden zu stärken. Parallel zu dieser Aufgabe wollen sie ihr Verständnis des  rationalen Denkens fördern. Sie wollen den religiösen Weltbildern durch Unterricht an Schulen und Hochschulen entgegenwirken.
Die Allianz bewältigt alle diese Tätigkeiten mit Hilfe schon vorhandener Medien und Kommunikationsmittel: Sie führt Individuen und Gruppen auf ihrer jährlichen Konferenz zusammen, sie informiert anhand einer vierteljährlich erscheinenden Zeitschrift, sie stellt eine Webseite zur Verfügung und druckt jährlich neu ein Verzeichnis, das Organisationen und Informationen für weltweite Kontaktaufnahme beschreibt und auflistet. Weiterhin informiert sie über Organisationen, die Hilfe und Unterstützung im Fall von Diskriminierung von Atheisten und Agnostikern bieten, und gibt auch Auskunft über Behörden und Stellen, bei denen man über anti-atheistische Bigotterie berichten und sonstige Hilfeleistungen finden kann.
Auf indirekte Weise unterstützt die Allianz Neugründungen von gleichgesinnten Organisationen, indem sie Modelle für Gruppeninfrastrukturen zur Verfügung stellt, Verbindungen zu Gleichgesinnten herstellt und Gruppenformierungen anspornt; sie macht z. B. für zwei nationale Studentenallianzen Werbung. Außerdem unterstützt sie finanziell das Wachsen der einzelnen Mitgliedsorganisationen, indem sie deren selbsterworbene Spenden verdoppelt. Zudem will sie die Mitglieder zusammenführen und veranstaltet daher regelmäßige Treffen.
Die AAI organisiert jedes Jahr eine Jahreskonferenz. Der erste Kongress fand 1995 in Los Angeles statt. In den letzten Jahren waren die Tagungen in:
- 1996 Minneapolis
- 1997 Orlando
- 1998 St. Louis
- 1999 Austin
- 2000 Sacramento
- 2001 Atlanta
- 2002 Dallas
- 2003 Tampa
- 2004 Colorado Springs
- 2005 Los Angeles
- 2006 Kansas City
- 2007 Crystal City
- 2008 Long Beach
- 2009 Los Angeles
- 2010 Montreal

## Richard-Dawkins-Award
Die AAI vergibt seit 2003 während der Konferenz den Richard-Dawkins-Award. Benannt ist der Preis nach Richard Dawkins, einem englischen Zoologen, der vom Magazin Der Spiegel als einflussreichster Biologe seiner Zeit bezeichnet wurde. Mit dem Richard-Dawkins-Award wird ein hervorragender Atheist geehrt, der durch seine Arbeit während des vergangenen Jahres am meisten getan hat, um öffentliches Bewusstsein für den Atheismus zu wecken.
Bisherige Preisträger:
- 2003: James Randi
- 2004: Ann Druyan
- 2005: Penn & Teller[5]
- 2006: Julia Sweeney
- 2007: Daniel Dennett
- 2008: Ayaan Hirsi Ali
- 2009: Bill Maher
- 2010: Susan Jacoby
- 2011: Christopher Hitchens
- 2012: Eugenie Scott[6]
- 2013: Steven Pinker
- 2015: Jerry Coyne[7]
- 2016: Lawrence M. Krauss
- 2017: David Silverman
- 2018: Stephen Fry
- 2019: Ricky Gervais
- 2020: Javed Akhtar
- 2021: Tim Minchin
- 2022: Neil deGrasse Tyson
- 2023: Bill Nye

## Sonstiges
Aus einer Tagung der AAI ging der Begriff Bright hervor.

## Internationale Mitgliedsorganisationen (Auswahl)
- Australien: Atheist Foundation Of Australia
- Dänemark: Dansk Ateistisk Selskab
- Deutschland: Internationaler Bund der Konfessionslosen und Atheisten (IBKA)
- Finnland: Suomen Ateistiyhdistys
- Irland: Atheist Ireland
- Kanada: British Columbia Humanist Association
- Nigeria: Nigerian Humanist Movement
- Österreich: Freidenkerbund Österreichs
- Russland: Society of modern atheism, humanism and religious tolerance (SMAH)